# Myzus icelandicus
Myzus icelandicus är en insektsart som beskrevs av Frederick Frost Blackman 1986. Myzus icelandicus ingår i släktet Myzus och familjen långrörsbladlöss. Inga underarter finns listade i Catalogue of Life.